# Campionati mondiali di sci alpinismo 2011
I Campionati mondiali di sci alpinismo 2011 sono stati la 6ª edizione della competizione continentale di sci alpinismo. Si sono svolti dal 19 al 25 febbraio 2011 a Claut, in Italia. 

## Podi

### Maschili
| Evento         | Oro                                                                     | Argento                                                              | Bronzo                                                                |
| Individuale    | Kílian Jornet i Burgada                                                 | William Bon Mardion                                                  | Yannick Buffet                                                        |
| Vertical       | Kílian Jornet i Burgada                                                 | Yannick Buffet                                                       | William Bon Mardion                                                   |
| Sprint         | Martin Anthamatten                                                      | Robert Antonioli                                                     | Yannick Ecoeur                                                        |
| Gara a squadre | Matteo Eydallin Denis Trento                                            | Manfred Reichegger Lorenzo Holzknecht                                | William Bon Mardion Didier Blanc                                      |
| Staffetta      | Italia Manfred Reichegger Robert Antonioli Denis Trento Matteo Eydallin | Svizzera Yannick Ecoeur Marcel Theux Martin Anthamatten Marcel Marti | Francia Didier Blanc Xavier Gachet Yannick Buffet William Bon Mardion |
| Combinata      | Kílian Jornet Burgada                                                   | William Bon Mardion                                                  | Robert Antonioli                                                      |

### Femminili
| Evento         | Oro                                                                | Argento                                            | Bronzo                                                      |
| Individuale    | Mireia Mirò Varela                                                 | Laetitia Roux                                      | Nathalie Etzensperger                                       |
| Vertical       | Mireia Mirò Varela                                                 | Laetitia Roux                                      | Gemma Arrò                                                  |
| Sprint         | Laetitia Roux                                                      | Nathalie Etzensperger                              | Gabrielle Magnenat                                          |
| Gara a squadre | Nathalie Etzensperger Marie Troillet                               | Francesca Martinelli Roberta Pedranzini            | Gabrielle Magnenat Severine Pont Combe                      |
| Staffetta      | Svizzera Nathalie Etzensperger Gabrielle Magnenat Mireille Richard | Francia Emilie Favre Sandrine Favre Louise Borgnet | Spagna Cristina Bes i Ginesta Gemma Arrò Mireia Mirò Varela |
| Combinata      | Nathalie Etzensperger                                              | Laëtitia Roux                                      | Mireia Miró Varela                                          |

## Medagliere
| Posiz. | Nazione  | Oro | Argento | Bronzo | Totale |
| ------ | -------- | --- | ------- | ------ | ------ |
| 1      | Spagna   | 5   | 0       | 3      | 8      |
| 2      | Svizzera | 4   | 2       | 4      | 10     |
| 3      | Italia   | 2   | 3       | 1      | 6      |
| 4      | Francia  | 1   | 7       | 4      | 12     |
| Totale | Totale   | 12  | 12      | 12     | 36     |